# Isländische Krone
Die Isländische Krone (isländisch íslensk króna, Mehrzahl íslenskar krónur, Abkürzung: ISK) ist die Währung Islands. Ebenso wie die Währung anderer nordeuropäischer Staaten stammt der Begriff von der Krone ab. Im Jahre 1918 wurde die Unabhängigkeit Islands von Dänemark beschlossen und die Isländische Krone eingeführt. Die Zentralbank verfügt seit dem Jahr 1961 über das alleinige Recht auf die Ausgabe von Banknoten.

## Anfänge
Der Name Island findet sich erstmals auf einer Münze aus dem Jahr 1771, einem dänischen Piaster. Auf der Münze stehen die Namen von Island, Grönland und Färöer. Island war damals de facto eine dänische Kolonie. Die dänische Währung war offizielles Zahlungsmittel.
Die Geschichte der eigenständigen isländischen Währung begann 1778, als Dänemark es Island gestattete, die offizielle dänische Währung mit isländischen Schriftzeichen zu versehen. Diese Währung konnte sich aber nicht durchsetzen, auch weil sie im Außenhandel nicht akzeptiert wurde. 1872 gründeten Schweden, Norwegen und Dänemark die Skandinavische Münzunion, die dabei eingeführte Dänische Krone war nun isländisches Zahlungsmittel.

## Nationalwährung

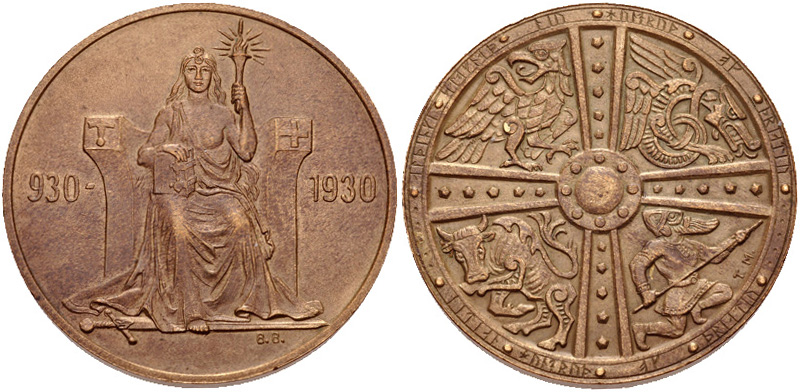
Island, 2 Krónur (1930) Gedenkmünze auf die Jahrtausendfeier des isländischen Staates, Münzstätte Muldenhütten

Mit der Unabhängigkeit Islands 1918 und der bald folgenden Auflösung der Skandinavischen Währungsunion wurde die Isländische Krone eingeführt.
Seit 1961 besitzt die Isländische Zentralbank das alleinige Recht für die Ausgabe von Banknoten in Island. Das Recht für die Ausgabe von Münzen besitzt sie seit 1967. Mit einer Währungsumstellung am 1. Januar 1981 wurde die „neue Krone“ eingeführt, wobei 100 „alte Kronen“ einer neuen Krone entsprachen.
Im Zuge des technologischen Wandels etablierte sich zunehmend die Nutzung vom elektronischen Bankgeschäft, Zahlungen mit Debit- oder Kreditkarte. Trotz dieser Entwicklung erhöhte sich seit 2007 der Bargeldumlauf in Island.

## Entwicklung der Zentralbank
Nach der Souveränität Islands 1918 wurde das Recht auf Ausgabe von Banknoten allein der staatseigenen Bank zugesprochen.
Im April 1961 wurde die isländische Zentralbank durch ein vom Parlament verabschiedetes Gesetz geschaffen.
1986 wurde die Möglichkeit der Zentralbank, den Zinssatz für Banken und Sparkassen zu beeinflussen, abgeschafft. Diese Abschaffung führte zu mehr Wettbewerb auf den Finanzmärkten und zu einem ansteigenden Zinssatz.
Im Mai 2001 trat eine neue Verpflichtung der Zentralbank in Kraft, die besagt, dass es das oberste Ziel der Geldpolitik sei, die Preisstabilität zu wahren. Dieses oberste Gebot der Preisstabilitätswahrung wurde auch in den Grundsätzen der isländischen Zentralbank am 26. Februar 2009 bestätigt. Die Bank verpflichtet sich, der Regierung einen jährlichen Bericht über ihre Aktivitäten zu übergeben, was zusätzlich zur Transparenz in der Geldpolitik beiträgt.
Die isländische Zentralbank ist eine unabhängige Institution, die dem Staat gehört, aber unter eigener Verwaltung steht.

## Rating
Die Kreditwürdigkeit wird von Ratingagenturen festgestellt. Zu den bekanntesten Ratingagenturen gehören Moody’s, Standard & Poor’s (S&P) und Fitch Ratings. Die Agenturen ermitteln die Kreditwürdigkeit und die Ausfallwahrscheinlichkeit eines Landes oder einer Organisation und erhalten somit eine Rangordnung. Island wurde 1986 erstmals durch S&P geprüft, und es wurde ein gutes Rating bescheinigt. Die anderen Agenturen folgten, und Island erhielt eine sehr gute Beurteilung. Im Frühjahr 2008 begann dann die Rückstufung durch die Agenturen, und Island verlor die bescheinigte Kreditwürdigkeit.

## Banknoten und Münzen

### Banknoten
In Island sind fünf verschiedene Banknoten zu 500, 1000, 2000 und 5000 und seit 24. Oktober 2013 zu 10.000 Kronen im Umlauf. Jede Banknote trägt ein Unterschriftsfaksimile der beiden Gouverneure der Zentralbank. Alle Banknoten haben ein Wasserzeichen des ersten Staatsmanns Islands Jón Sigurðsson (1811–1879).
| Nennwert      | Motiv Vorderseite         | Motiv Rückseite         | Porträt                    | Format      | Ausgabedatum |
| ------------- | ------------------------- | ----------------------- | -------------------------- | ----------- | ------------ |
| 500 Kronen    | 500 Kronen Vorderseite    | 500 Kronen Rückseite    | Jón Sigurðsson             | 70 × 145 mm | 1981         |
| 1000 Kronen   | 1000 Kronen Vorderseite   | 1000 Kronen Rückseite   | Brynjólfur Sveinsson       | 70 × 150 mm | 1984         |
| 2000 Kronen   | 2000 Kronen Vorderseite   | 2000 Kronen Rückseite   | Jóhannes Sveinsson Kjarval | 70 × 150 mm | 1995         |
| 5000 Kronen   | 5000 Kronen Vorderseite   | 5000 Kronen Rückseite   | Ragnheiður Jónsdóttir      | 70 × 155 mm | 1986         |
| 10.000 Kronen | 10.000 Kronen Vorderseite | 10.000 Kronen Rückseite | Jónas Hallgrímsson         | 70 × 162 mm | 2013         |

### Münzen
1 Krone

Werteseite der 1-, 10-, 50- und 100-Kronen-Münze

50 und 10 Aurar, nicht mehr im Umlauf, 100 Aurar sind 1 Krone.

Diese Münze wurde 1981 in Umlauf gebracht. Sie hat einen Durchmesser von 21,5 mm. Das Gewicht beträgt 4,5 Gramm. Die Münze besteht aus 75 % Kupfer und 25 % Nickel. Ihr Rand ist geriffelt. Die Vorderseite zeigt einen Riesen, einen der vier Schutzgeister Islands. Auf der Rückseite ist ein Dorsch abgebildet. 1989 wurde noch eine Ein-Kronen-Münze in Umlauf gebracht. Sie besteht aus vernickeltem Stahl und ist mit 4,0 Gramm etwas leichter.
5 Kronen
Diese Münze wurde 1981 in Umlauf gebracht. Sie hat einen Durchmesser von 24,5 mm und ihr Gewicht beträgt 6,5 Gramm. Die Münze besteht aus 75 % Kupfer und 25 % Nickel. Ihr Rand ist ebenfalls geriffelt. Die Vorderseite zeigt die vier Schutzgeister (Drache, Greif, Stier, Riese) Islands. Auf der Rückseite sind Delfine zu sehen.
10 Kronen
Diese Münze wurde 1984 in Umlauf gebracht. Sie hat einen Durchmesser von 27,5 mm und eine Stärke von 1,78 mm. Das Gewicht beträgt 8,0 Gramm. Diese Münze besteht zu 75 % aus Kupfer und zu 25 % aus Nickel. Der Rand der Münze ist geriffelt. Auf der Vorderseite befinden sich die vier Schutzgeister Islands. Die Rückseite zieren vier Kabbelane.
50 Kronen
Diese Münze wurde 1984 in Umlauf gebracht. Sie hat einen Durchmesser von 23 mm und eine Stärke von 2,6 mm. Das Gewicht beträgt 8,25 Gramm. Sie besteht aus einer Legierung aus 70 % Kupfer, 24,5 % Zink und 5,5 % Nickel. Der Rand der Münze ist glatt. Auf der Vorderseite sind auch hier die vier Schutzgeister Islands abgebildet. Auf der Rückseite befindet sich eine Strandkrabbe.
100 Kronen
Diese Münze wurde 1995 in Umlauf gebracht. Die 100-Kronen-Münze hat einen Durchmesser von 25,5 mm und eine Stärke von 2,25 mm. Das Gewicht beträgt 8,5 Gramm. Sie bestehen aus einer Legierung aus 70 % Kupfer, 24,5 % Zink und 5,5 % Nickel. Der Rand der Münze ist glatt. Auf ihrer Vorderseite sind die vier Schutzgeister Islands abgebildet. Die Rückseite ziert ein Seehase.

## Sicherheitsmerkmale
Die Sicherheitsmerkmale auf Zahlungsmitteln finden schon seit Jahrhunderten Verwendung. Das erste Sicherheitsmerkmal war eine eigenhändige Unterschrift. Viele andere Merkmale wurden im Laufe der Zeit ergänzt, so wird zum Beispiel spezielles Papier verwendet und ein Wasserzeichen des jeweiligen Porträt eingebracht. Zusätzlich sind die Scheine noch durch einen Mikrotext, fluoreszierende Seriennummern, einen Sicherheitsfaden, Metallfolie und Blinden-Erkennungsmerkmale gesichert.

## Wirtschaftskrise und deren Auswirkungen

Wechselkurs der Krone zum Euro

In den Wirtschaftskrisen zwischen 1987 und 1995 wurden die nordeuropäischen Länder Dänemark, Norwegen, Finnland und Schweden hart getroffen. Seit diesen Krisen gehören die damals betroffenen Länder zur EU, außer Norwegen. Dies hat zur Folge, dass die Bekämpfung solcher Krisen die Handlungen der EU erfordert und nicht nur das betroffene Land selbst zum Handeln zwingt. Island wurde von diesen Krisen in den Jahren von 1987 bis 1995 verschont, da Dänemark von dieser Krise am wenigsten betroffen war.
Die Wirtschaftskrise in Island nahm bereits am Anfang des neuen Jahrtausends ihren Lauf, als die bedeutendsten Banken Islands einen Privatisierungsprozess durchliefen. Die drei größten Banken Islands (Glitnir, Kaupthing und Landsbanki) tätigten umfangreiche Geschäfte im Ausland. Das heißt, dass Islands Entwicklung durch Auslandskredite finanziert wurde.
Das Problem für Islands Banken entstand am 15. September 2008, als die US-amerikanische Bank Lehman Brothers Insolvenz anmelden musste. Diese Insolvenz führte zu einem Vertrauensverlust zwischen den Banken, so dass es schwieriger wurde, Kredite zu erhalten. Das Finanzinstitut Fortis und die Bank Dexia mussten gerettet werden, und Islands Banken gerieten ebenfalls unter Druck. Die Investoren zogen ihre Vermögenswerte ab, und Glitnir wurde das erste Opfer. Landsbanki geriet am 6. Oktober unter Druck, da die Anleger ihr Geld innerhalb weniger Stunden abzogen und die Bank nicht mehr über ausreichend liquide Mittel verfügte. Am 7. Oktober 2008 war die isländische Regierung zum Handeln gezwungen und verstaatlichte die beiden Banken.
Am 9. Oktober wurde auch Kaupthing unter staatliche Kontrolle gestellt und einige Tage später für zahlungsunfähig erklärt. Dieses Handeln der Isländischen Regierung war nötig, um einen Staatsbankrott zu verhindern. Der Wechselkurs der Isländischen Krone brach in diesen Tagen dramatisch ein und erholt sich nur schleppend.

## Einschränkungen im Zahlungsverkehr
Bei Zahlungsaufträgen in Isländischen Kronen nach Island benötigt der Empfänger eine Genehmigung der Isländischen Zentralbank; die im Zuge der Genehmigung vergebene Genehmigungsnummer muss im Zahlungsauftrag mit angegeben werden. Darüber konnten auch im Ausland keine isländischen Banknoten bei Banken gekauft werden. Mittlerweile (Stand 2015) ist dies aber wieder möglich. Eine Abhebung von Isländischen Kronen mit einer europäischen Debitkarte in Island von einem nicht-isländischen Bankkonto ist ebenfalls möglich. Auch eine Überweisung von Euro auf ein isländisches Bankkonto kann durchgeführt werden.